# Serixia apicalis
Serixia apicalis är en skalbaggsart som beskrevs av Francis Polkinghorne Pascoe 1857. Serixia apicalis ingår i släktet Serixia och familjen långhorningar. Inga underarter finns listade i Catalogue of Life.